# Guo Songling
Guo Songling (郭松齡) (1883-25 décembre 1925) est un général chinois de Mandchourie qui mena une rébellion de trois mois contre son commandant Zhang Zuolin.
S'élevant pour d'obscures raisons, Guo Songling rejoint la clique du Fengtian de Zhang Zuolin en 1920 en tant que commandant de division. Après cinq ans de service, il devient commandant de la 6e brigade. Sa personnalité lui cause cependant des problèmes. Durant la seconde guerre Zhili-Fengtian, un grief personnel au sujet du retrait d'un de ses amis commandants le force à battre en retraite et sa troupe en est presque exterminée. Ayant le sentiment d'être sous-apprécié, en même temps qu'il reçoit les encouragements de la faction rivale du Guominjun à amener le fils de Zhang plus libéral sur le trône de Mandchourie, il se mutine en 1925. Conduisant sa division vers le quartier-général de Zhang à Shenyang le 22 novembre, Guo défait les forces de Zhang avec succès durant les premières semaines de l'offensive. Cependant, lorsque la garnison japonaise de la ville intervient pour défendre Zhang, et en l'absence du soutien populaire espéré et de l'aide du Guominjun, sa rébellion est étouffée. Au fil des mois, ses forces sont encerclées par l'armée du Fengtian et annihilées. Guo et sa femme sont capturés le 24 décembre 1925 et exécutés le lendemain.